# Guabito
Guabito is een deelgemeente (corregimiento) van de gemeente (distrito) Changuinola in de provincie Bocas del Toro in Panama. In 2015 was het inwoneraantal 10.260.
Guabito ligt op enkele kilometers van de Costa Ricaanse grens af. De eerste plaats over de grens is Sixaola in Costa Rica, Guabito en Sixaola liggen allebei aan de Sixaolarivier. Hoewel deze twee plaatsen maar enkele kilometers uit elkaar liggen, is er toch een uur tijdsverschil. De grens tussen Costa Rica en Panama is namelijk een tijdsgrens.